# Natalia de Argumosa y Adán
Natalia de Argumosa y Adán (Madrid, 1826 - 1850) va ser una pintora, litògrafa, gravadora i dibuixant espanyola.
Va néixer a Madrid el 1826 en el sí d'una família benestant. Era filla del conegut metge Diego de Argumosa i de Micaela Adán, filla de l'escultor Juan Adán Morlán. El 1843, juntament amb la seva mare i la seva germana Isabel, va ser una de les primeres dones en accedir al Museu del Prado i a ser registrades com a copistes d'obres d'art. Posteriorment va fer estudis d'anatomia, litografia i gravat, estudiant amb els mestres Luis de Mendoza y González, sota la direcció del qual va fer la litografia El Vesuvi llançant cendra el 1822, i Pedro Hortigosa, de qui va aprendre concretament la tècnica del gravat al burí.
Tradicionalment s'havia afirmat que Natalia de Argumosa va participar en l'exposició de 1844 de la Reial Acadèmia de Belles Arts de Sant Ferran amb còpies d'una notable execució, però en realitat van ser obra de la seva germana Isabel. Sí que va participar, en canvi, a l'exposició organitzada per la mateixa acadèmia el 1847 i a les del Liceu Artístic i Literari de Madrid de 1848 i 1849, on va destacar com a dibuixant i gravadora. Estan documentats un gravat d'una vista de l'estany del Retiro, una còpia del qual es conserva a la Biblioteca Nacional d'Espanya, i un dibuix còpia del Davallament de la Creu de Rubens de la catedral d'Anvers.
És destacat la reproducció de La Magdalena penitent del gravador Raffaello Sanzio Morghen, la qual va quedar inacabada a causa de la greu malaltia de l'artista, que va provocar finalment al seva mort prematura el 1850. Pòstumament van aparèixer dos gravats més de la seva autoria al llibre Resumen de cirugía, publicat pel seu pare el 1856.